# 费奥多尔·布罗夫科
费奥多尔·格里戈里耶维奇·布罗夫科（俄语：Фёдор Григорьевич Бровко；1904年5月16日—1960年1月24日），苏联政治人物。曾任摩尔达维亚苏维埃社会主义自治共和国人民委员会副主席、代理主席、第一副主席、最高苏维埃主席团主席；摩尔达维亚苏维埃社会主义共和国最高苏维埃主席团主席兼苏联最高苏维埃主席团副主席等职务。

## 生平
- 1904年5月16日出生于比萨拉比亚省波片基村的一个农民家庭。小学毕业后为当地富农做工人。
- 1923年-1925年，波片基村蒸汽磨坊司炉。
- 1925年加入共青团，任当地村团支书。
- 1926年-1927年，苏联红军服役。1927年加入联共（布）。
- 1927年-1930年，敖德萨州巴尔塔党校学习。
- 1930年-1937年，乌共（布）摩尔达维亚苏维埃社会主义自治共和国杜伯萨里区、科托夫斯克区、斯洛博齐亚区委宣传鼓动部长。
- 1937年-1938年，乌共（布）摩尔达维亚苏维埃社会主义自治共和国斯洛博齐亚区委第二、第一书记。
- 1938年-1940年6月，摩尔达维亚苏维埃社会主义共和国人民委员会副主席、代主席、第一副主席。
- 1940年6月-1941年2月，摩尔达维亚苏维埃社会主义共和国最高苏维埃主席团主席。
- 1941年2月-1951年3月，摩尔达维亚苏维埃社会主义共和国最高苏维埃主席团主席。期间，1941年3月-1951年3月兼任苏联最高苏维埃主席团副主席。卫国战争期间转移至俄罗斯，组织当地抵抗纳粹和罗马尼亚军队的游击战。
- 1951年3月-1958年，摩尔达维亚苏维埃社会主义共和国肉类和奶制品工业部副部长、木材和造纸工业部副部长、社会保障部理事会成员。
- 1958年起退休。
- 1960年1月24日于基希讷乌逝世，终年55岁。

布罗夫科是第1-2届苏联最高苏维埃民族院代表；第1-3届摩尔达维亚苏维埃社会主义共和国最高苏维埃代表。

## 荣誉
- 列宁勋章（1956）
- 红旗勋章（1945）
- 劳动红旗勋章
- 一级卫国战争游击队员奖章
- 1941-1945年伟大卫国战争战胜德国奖章
- 1941-1945年伟大卫国战争中忘我劳动奖章